# SNARE-proteiner
SNARE-proteiner ("SNAP-receptorer") er en stor proteinfamilie, der består af mindst 24 medlemmer i gær, mere end 60 medlemmer i pattedyrsceller og i planter. SNARE-proteiners primære rolle er at formidle fusionen af vesikler med målmembranen; dette medierer især eksocytose, men kan også formidle fusionen af vesikler med membranbundne rum (som f.eks. et lysosom). De bedst undersøgte SNARE's er dem, der formidler frigivelsen af synaptiske vesikler indeholdende neurotransmittere i neuroner.

## Betydning for fusion af membraner
Under membranfusion kombineres v-SNARE- og t-SNARE-proteiner fra separate membraner og danner et trans-SNARE-kompleks, også kendt som en "SNAREpin". v-SNARE proteiner sidder på vesiklen, mens t-SNARE proteiner sidder på membranen.
Afhængigt af membranernes fusionsstadie kan der være forskellige betegnelser for disse komplekser.
Under fusionen af trans-SNARE-komplekser smelter membranerne sammen, og SNARE-proteiner, der er involveret i kompleksdannelsen efter fusionen, omtales derefter som et "cis"-SNARE-kompleks, fordi de nu befinder sig i en enkelt (eller cis) resulterende membran. Efter fusionen bindes og adskilles cis-SNARE-komplekset af et adaptor-protein, alpha-SNAP. Derefter katalyserer ATPasen kaldet NSF (N-ethylmaleimide sensitive fusion protein) den ATP-afhængige udfoldning af SNARE-proteinerne og frigiver dem til cytosolen til genbrug.
SNAREs menes at være de nødvendige kernekomponenter i fusionsmaskineriet og kan fungere uafhængigt af yderligere cytosoliske tilbehørsproteiner. Dette blev demonstreret ved at konstruere "flippede" SNARE'er, hvor SNARE-domænerne vender ud mod det ekstracellulære rum i stedet for cytosolen. Når celler, der indeholder v-SNAREs, kommer i kontakt med celler, der indeholder t-SNAREs, dannes der trans-SNARE-komplekser, og der sker en celle-celle-fusion.

### Lynlås hypotesen om membranfusion
Membranfusion er en energikrævende række af begivenheder, som kræver translokation af proteiner i membranen og forstyrrelse af lipid-dobbeltlaget, efterfulgt af reformation af en stærkt buet membranstruktur. Processen med at bringe to membraner sammen kræver tilførsel af energi for at overvinde de frastødende elektrostatiske kræfter mellem membranerne. Den mekanisme, der regulerer bevægelsen af membranassocierede proteiner væk fra membranens kontaktzone før fusionen, er ukendt, men den lokale forøgelse af membranens krumning menes at bidrage til processen. SNARE'er genererer energi gennem protein-lipid- og protein-protein-interaktioner, der fungerer som en drivkraft for membranfusion.
En model antager, at den kraft, der kræves for at bringe to membraner sammen under fusion, kommer fra konformations-ændringen i trans-SNARE-komplekser for at danne cis-SNARE-komplekser. Den hypotese, der beskriver denne proces, kaldes SNARE-"lynlåsning".
Når trans-SNARE-komplekset er dannet, findes SNARE-proteinerne stadig på modsatte membraner. Når SNARE-domænerne fortsætter med at rulle sig sammen i en spontan proces, danner de et meget strammere og mere stabilt fire-helix-bundt. Under denne "lynlåsning" af SNARE-komplekset menes en del af den frigjorte energi fra bindingen at blive lagret som molekylær bøjningsspænding i de enkelte SNARE-motiver. Denne mekaniske stress postuleres at være lagret i de halvstive linker-regioner mellem trans-membran-domænerne og det SNARE-helikale bundt Den energimæssigt ugunstige bøjning minimeres, når komplekset bevæger sig perifert til stedet for membranfusion. Som følge heraf overvinder aflastningen af stress de frastødende kræfter mellem vesiklen og cellemembranen og presser de to membraner sammen.